# Jordan Hristov
Jordan Georgiev Hristov (in bulgaro Йордан Георгиев Христов?; traslitterazione anglosassone: Yordan Hristov; Plovdiv, 12 febbraio 1984) è un ex calciatore bulgaro, di ruolo difensore.

## Carriera

### Club
Nel 2012 ha ottenuto la promozione in massima serie con il Botev Plovdiv, giocando poi nel massimo campionato bulgaro.

### Nazionale
Ha esordito in nazionale nel 2013.